# 작손 포로소
작손 가브리엘 포로소 베르나사(스페인어: Jackson Gabriel Porozo Vernaza, 2000년 8월 4일 ~ )는 에콰도르의 축구 선수로 현재 튀르키예 쉬페르리그의 카슴파샤에서 센터백으로 활약하고 있다.